# Lourdes Boïgues i Chorro
Lourdes Boïgues i Chorro, nascuda a Simat de la Valldigna (La Safor) l'1 de novembre de 1968, és una escriptora valenciana fonamentalment de literatura infantil i juvenil. És llicenciada en Dret per la Universitat de València.

## Obra
- Estel estel·lar (Edicions del Bullent, 2005)
- Estel i els àngels (Edicions del Bullent, 2005)
- La taverna del bandoler (Edicions del Bullent, 2006)
- Una iguana al monestir (Brosquil Ediciones, 2007)
- La màquina dels somnis (Edelvives, 2008)
- La mascota que no existia (Edicions Bromera, 2009)
- El desenllaç (Periféric Edicions, 2010)
- El secret de Caterina Cremec (Edicions del Bullent, 2011)
- La venjança de Caterina (Edicions del Bullent, 2012)
- Arc. El naixement d'una heroïna (Estrella Polar, 2013)
- Una lectura perillosa (Premi Ciutat de Badalona 2014 - Edicions Bromera, 2014) ISSN-EAN: 9788490262795[3]
- Guarda't del vent del desert (Onada Edicions, 2015)
- Tu t'ho perds, julivert! (Edicions Bromera, 2015)
- L'estranya que habita els meus somnis (Edicions del Bullent, 2016)
- L'estirp del caçador (Edelvives, 2017)
- Fills de la fam (Edicions del Sud, 2017)
- La revolta d'Adam (Edicions del Bullent, 2018)

## Premis
- 2006 Premi Carmesina de narrativa infantil per La taverna del Bandoler[4]
- 2007 Premi Enric Valor de narrativa juvenil per El secret de Caterina Cremec
- 2008 Premi Vicent silvestre, per La mascota que no existia[5]
- 2009 Premi Benvingut Oliver, El desenllaç[6]
- 2014 Premi Ciutat de Badalona de Narrativa Juvenil per Una lectura perillosa[7]
- 2017 Premi Enric Valor de narrativa juvenil per La revolta d'Adam[8]